# Acacia sessilis
Acacia sessilis é uma espécie de leguminosa do gênero Acacia, pertencente à família Fabaceae.